# Halia
Halia (gr. Ἁλία Halía, łac. Halia) – bogini w mitologii greckiej. 
Była córką personifikacji morza – Pontosa i Gai oraz siostrą Telchinów. Oddawano jej cześć na Rodos. Imię jej pochodzi od słowa αλς, które może oznaczać morze lub sól, jest więc uważana za personifikację słonych wód morskich. Była kochanką Posejdona, z którym miała sześciu synów oraz córkę imieniem Rhode, od której pochodzi nazwa wyspy Rodos.
Afrodyta zesłała na synów Halii szał miłosny, w wyniku którego chcieli zgwałcić własną matkę. Ich ojciec Posejdon uderzeniem trójzębu sprawił, że zapadli się pod ziemię. Zrozpaczona po ich stracie Halia rzuciła się w morze. Na Rodos czczono ją jako boginię morską pod imieniem Leukotei.